# Tarusin
Tarusin (del ruso: Тарусин) es un jútor del ókrug urbano de la ciudad-balneario de Anapa del krai de Krasnodar, en el sur de Rusia. Está situado en la orilla izquierda del Maskaga, afluente del Tsemés, en una llanura que se extiende entre las estribaciones de poniente del Cáucaso Occidental y la costa del mar Negro, 8 km al sudeste de la ciudad de Anapa y 121 km al oeste de Krasnodar. Tenía 340 habitantes en 2010.
Pertenece al municipio rural Anápskoye.

## Historia
Fue fundado en las tierras de la familia Tarusin, que recibió estas tierras en 1862 al emigrar a Anápskaya desde Ládozhskaya, por colonos cosacos retirados del servicio. Los descendientes de esta familia vivieron aquí hasta la década de 1960, aunque sus tierras fueron colectivizadas en 1927.

## Transporte
Por la localidad pasa la carretera federal M25 Port Kavkaz-Novorosíisk.